# Сайрам
Сайрам (на казахски: Сайрам) е жилищен комплекс в град Шъмкент, Казахстан. Населението на Сайрам е от около 48 000 души към 2009 г.
През 2014 г. тогавашното село Сайрам е присъединено към град Шъмкент в състава на неговия градски Каратауски район
Разположен е на 676 метра надморска височина в подножието на Тяншан, край река Сайрам Су. Отстои на 14 километра източно от центъра на град Шъмкент.
Селището е известно от началото на 7 век. Повечето изследователи го свързват с древния град Испиджаб, някога важен пункт по Пътя на коприната. Днес мнозинството от жителите му са етнически узбеки.